# خوسيه إف. سوسا
خوسيه إف. سوسا هو سياسي أمريكي، ولد في 25 ديسمبر 1950 في سان خوان في الولايات المتحدة. نشط حزبياً في الحزب الجمهوري. وقد انتخب عضو جمعية نيوجيرسي العامة ‏.